# Capitanes de Arecibo
Los Capitanes de Arecibo, son un equipo puertorriqueño de baloncesto profesional de la ciudad de Arecibo, que compite en la liga Baloncesto Superior Nacional, la máxima categoría del baloncesto en Puerto Rico y en la Liga de las Américas.
Disputa sus encuentros en el Coliseo Manuel "Petaca" Iguina, más conocido como "La Nave Capitana", una de las facilidades más modernas y diversas en Puerto Rico que cuenta con una capacidad de albergar más de 12,000 espectadores, siendo solo superada por el Coliseo de Puerto Rico y el Coliseo Roberto Clemente ambos en la capital San Juan. Actualmente, se encuentran su dirigente es Juan Cardonas. Los colores del equipo son el amarillo, el negro y el blanco.
Desde el 2005 han sido el equipo más dominante y consistente de la liga, logrando llegar a 12 series finales en las últimas 14 temporadas, conquistando así 7 campeonatos (2005, 2008, 2010, 2011, 2016, 2018 y 2021) y 5 subcampeonatos (2007, 2012, 2014, 2015 y 2017). Llevan 5 Temporadas al hilo llegando a la Gran Final Chrysler para lograr la Dinastía más reciente en el BSN.

## Historia
Después de un largo período de tiempo, en el 1946 en un torneo preolímpico surgen los Capitanes de Arecibo bajo la tutela de Wilfredo Franco, Tingo Díaz, Piro Méndez y otros. Un grupo de jóvenes, en su mayoría, arecibeños dijeron presente. A esos efectos, Manuel Gilberto Iguina, Quicón Iguina, Abdul de la Rosa, Alberto Rentas, Joaquín Balaguer, Armando Villamil y Pipe Beníquez se imponen en este deporte y terminaron subcampeones de Puerto Rico. Después de 14 años, el 19 de agosto de 1959, Arecibo gana el campeonato de baloncesto frente a los Cardenales de Río Piedras en el parque Rodríguez Olmo de Arecibo. Los héroes de esos partidos lo fueron: Francisco Pancho Padilla – Apoderado, Felipito Colón – Anotador, William MacCadney, Jaime Frontera, José (Fufi) Santori Coll, Moisés Navedo, José Rodríguez Gómez, Eddie Martínez, José Vázquez, José Aponte, Ángel Morales, Jaime Miranda, Joe Phillip Padilla hijo, Ramón Siraguza, Enrique Miranda, Sitín García y Lou Rossinni - Estratega de Baloncesto.
En 1992 y esta vez comandado por Alfred “Butch” Lee los Capitanes de Arecibo regresaron a la serie final con los más locos de la tierra Ferdinand Morales, Rafael Hernández, Giovanni Colón, Fitz Roy Brow, Juan Griles, Orlando Febres y los hermanos Bryan y Mark Santiago. Luego de una ardua serie los Capitanes cayeron derrotados ante los Leones de Ponce. A pesar de no haber obtenido el galardón, el apoderado el Dr. Hiram Ruiz se sintió muy emotivo del gran trabajo de su equipo.

### Nueva Era 2000
En 2002 los Capitanes escribieron otra página en su historia cuando los denominados “nenes” del baloncesto en esa temporada rompieron pronósticos y llegaron a una serie semifinal y a un séptimo desafío. En esa temporada los Capitanes contaban con un joven elenco y con jugadores veteranos, Giovanni Jiménez, Rick Apodaca, Buster Figueroa, Pachy Cruz; fueron los jóvenes quienes se crecieron por nuestro pueblo junto a los veteranos Félix Javier Pérez, Javier Rolón y el siempre intenso argentino Oscar Chiaramello.

### Conquista del Campeonato 2005 y segundo de la Franquicia
En el 2005 regresaron a la cima luego de 45 años cuando su apoderado el Sr. Regino Babilonia, contrató al fogoso dirigente Carlos Mario Rivera y los aguerridos Capitanes aplastaron a los Vaqueros de Bayamón 4 a 0 y barrerles la serie para coronarse campeones nacionales nuevamente. Ese juego final efectuado en el Rubén Rodríguez se caracterizó por la movilización masiva de la fanaticada de Arecibo al "Rancho" Vaquero. Desde tempranas horas, los Capitanes llegaban al Rubén Rodríguez y lograron adquirir la mayoría de los boletos vendidos, abarrotando el Rubén Rodríguez. Cuando llegó la fanaticada Vaquera ya el Rubén Rodríguez estaba vendido casi en su totalidad, a manos de los Fanáticos Capitanes. El Rancho Vaquero se convirtió en Territorio Capitán durante el juego y la Tropa Amarilla se alzó con el triunfo en casa ajena. Este Campeonato puso fin a una sequía de 45 años sin título, ya que su último campeonato fue en el 1959.
En el 2006 intentaron revalidar con una plantilla similar, fueron bien consistentes en la Serie Regular y se les daba como uno de los favoritos para alzarse con el Campeonato, a pesar de dar unas grandes batallas en los Playoffs, cayeron en la Serie Semifinal ante los Cangrejeros de Santurce, quienes cayeron después derrotados ante los Criollos de Caguas.

### 2007 La Mejor serie Final en la Historia del BSN
En octubre de 2007 se escribe otra página más en nuestra historia cuando un joven empresario arecibeño se convierte en el nuevo apoderado de los Capitanes, el presidente de Hospicio La Paz, Luis Monrouzeau. En tan solo 1 semana al mando logra mantener al núcleo campeón de la pasada temporada y añade fuerza logrando pactar con el estelar Roberto J. “Bobby Joe” Hatton, además de eso firman devuelta al joven delantero Ángel Rosa Clemente. Bajo el comando de David Rosario y los aguerridos Rafael “Pachy” Cruz, Ángel “Buster” Figueroa, David Cortes, Carlos Payano y su importado Marcus Fizer llegaron nuevamente a la serie final. 
Los Capitanes de Arecibo cayeron derrotados en Tiempo Extra en el séptimo juego ante los Cangrejeros de Santurce en el Coliseo José Miguel Agrelot, en lo que se conoce como "La Mejor serie Final" en la Historia del BSN. Ese juego #7 de la Final Capitanes vs. Cangrejeros tiene 2 récords en la historia: ha sido el juego con más asistencia en la historia del BSN hasta el momento (más de 18 000 fanáticos) y además tiene el récord en el Coliseo de PR en ser el evento celebrado con más asistencia hasta el momento que no es un concierto de algún artista. Con esto, Arecibo pone su récord en 1 Campeonato y 1 Subcampeonato en 2 Finales en los últimos 3 años.

### Campeonato 2008 y 3.º de la Franquicia
En el 2008 regresan a las Finales nuevamente. Esta vez se enfrentaron a los Gigantes de Carolina. La Serie fue una muy controversial ya que debido a las pasiones que levantaban cada fanaticada por su equipo, hubo varios incidentes violentos en ambas canchas. La serie se caracterizó porque cada equipo ganó como local. La Serie se fue al máximo de 7 juegos. Ese último juego fue controversial ya que la liga penalizó a Arecibo por unos incidentes con varios jugadores de ambos equipos al finalizar el sexto juego celebrado en el Guillermo Angulo. Pese a que ambos equipos estuvieron involucrados en el altercado, la liga decidió castigar a los Capitanes solamente y les suspende a sus 2 refuerzos. Pese a que Arecibo no contaba con sus dos refuerzos y Carolina estaba completo, en ese 7 juego celebrado en el Manuel Petaca Iguina, los Capitanes de Arecibo derrotaron a los Gigantes y con esto ganaban su segundo Campeonato en 3 años. Ángel "Buster" Figueroa se convierte en Héroe y guía a sus Capitanes a su segundo Campeonato en solo 4 años. De paso, los Capitanes de Arecibo se convierten en el PRIMER y ÚNICO equipo en ganar un Campeonato jugando solo con sus jugadores "nativos" y sin refuerzos en un juego desde que la Liga aprobó el uso de refuerzos en los '90. Arecibo pone su récord en 2 Campeonatos y 1 Subcampeonato en su 3.ª Serie Final en solo 4 años.
En el 2009 caen en el Round Robin ante los Vaqueros de Bayamón 3 a 1. Ese último juego fue cuestionado ya que nunca en la historia del BSN un juego de Cuartos de Finales o de Semifinales con una serie "empate" 1 a 1 se había jugado en una Cancha "Neutral". El Primero fue en Arecibo, el segundo el Bayamón y el tercero correspondía jugarse en Arecibo nuevamente pero la liga Arbitrariamente movió el lugar a celebrarse el Partido al Coliseo de Puerto Rico, a solo 20 minutos de Bayamón pero a más de una hora de Arecibo (Neutral significa en un punto medio, sin ventaja para ninguna de las dos fanaticadas) para favorecer a la Fanaticada Vaquera. Debido a la proximidad del Coliseo de PR con Bayamón, había más fanaticada Vaquera en el juego, ese "5to Hombre" demostró ser factor decisivo y Bayamón se alzó con la Victoria.

### Campeonato 2010 La Reconquista y cuarto Campeonato
En el 2010, Arecibo regresa nuevamente a las finales del BSN luego de vencer a sus rivales de toda una vida, los Piratas de Quebradillas en una semifinal con sabor a finales, donde ese séptimo juego se convirtió en el segundo juego con mayor asistencia en la historia del BSN cuando el Coliseo Manuel Petaca Iguina se atestó con más de 14,000 fanáticos. Se enfrentaron en las Finales con su Nemesis del 2009, los Vaqueros de Bayamón. Bayamón buscaba quitarse el mal sabor que le había dejado la Serie Final del 2005 donde los Capitanes Barrieron la Serie en 4 juegos y buscaban además defender su Campeonato, los Capitanes por su parte buscaban vengar su eliminación el año anterior por las trampas de la Liga. En otra emocionante Serie a 7 juegos, los Capitanes de Arecibo derrotaron finalmente a los Vaqueros de Bayamón en el Rubén Rodríguez. El juego nunca pudo ser terminado ya que faltando poco menos de 2 minutos y con Arecibo al frente por más de 10 puntos, la fanaticada Vaquera comenzó a lanzar todo tipo de objetos al tabloncillo como protesta por el pobre desempeño de su propio equipo. El juego fue confiscado a favor de Arecibo y con esto los Capitanes obtenían su 3.er Campeonato en solo 5 años.
Con esa victoria, los Capitanes de Arecibo vuelven a hacer historia y se convierten en el ÚNICO equipo en ganar un séptimo juego decisivo en unas Finales como Visitantes en la Historia del BSN. Siempre ese juego decisivo era ganado por el equipo local.

### Campeonato 2011 Back To Back y su quinto Campeonato
En la temporada de 2011, Los Capitanes regresan a su quinta Final en 7 temporadas, esta vez ante sus archienemigos los Piratas de Quebradillas, pese a la rivalidad de ambas franquicias y a la Calidad de Ambos Equipos, Arecibo dominó fácilmente a Quebradillas en solo 5 juegos. Con este triunfo, los Capitanes obtienen su cuarto título en solo 7 temporadas. En el juego Final celebrado en el Petaca Iguina, Arecibo rompe otro récord de asistencia al abarrotar el Coliseo con casi 14 000 espectadores. Arecibo ha sido partícipe de los 3 juegos más concurridos en la Historia del BSN.

### Regreso a su 6.ª Final en 8 años
En el 2012, los Capitanes hacen aparición por 6.ª vez en 8 temporadas demostrando así que son la Dinastía de la Liga por su consistencia y el número de Finales consecutivos que hace aparición. Esta vez se enfrentan a los inspirados Indios de Mayagüez, quienes tuvieron una Temporada de Ensueño. Los Capitanes cayeron derrotados ante Mayagüez, quienes a su vez fallaron en revalidar en la temporada siguiente. La juventud de los Indios se impuso sobre la Veteranía Capitana y lograron conquistar el Cetro. Arecibo consigue su segundo Subcampeonato en 6 temporadas.

### Reorganización del equipo 2013
En el 2013, después de la inesperada derrota ante Mayagüez en el año anterior, la Gerencia Capitana decide contar con un equipo renovado y más joven y deja ir a sus Jugadores estelares como Larry Ayuso, Jeff Aubry, Danny Santiago y Dannilo Pinnock entre otros, quienes fueron factores claves en los previos Campeonatos. Arecibo culmina con promedio de .500 (Récord de 15-15) y #8 en la Tabla de la Serie Regular. Pasan a los Playoffs y se enfrentan a los Leones de Ponce, quienes llegaban de su receso de 2 años y habían terminado una Temporada exitosa, quedando 1.os en la tabla y con el MVP del 2013 en sus filas. Pese al poderío de Ponce y todo su arsenal, y que Arecibo había jugado de sus peores temporadas en los últimos 8 años y sin tener a sus estrellas estelares de años anteriores, Arecibo logra forzar la serie al máximo de 7 juegos, cayendo derrotados en el juego Final en el Pachins, demostrando verdadera Cría Capitana y batallando como Gigantes en una serie donde todos daban a Ponce como vencedor en 4 o 5 juegos.

### Regreso a las Finales 2014
La Gerencia Capitana decide reorganizar el equipo una vez más, y esta vez no escatima en gastos y logra reclutar en sus filas un equipo de estrellas y con esto logra llegar a su 7.ª Final en 10 temporadas y se enfrentaban a los Leones de Ponce. Pese a la superioridad de la Tropa Amarilla sobre los Leones, la falta de un Centro dominante en Arecibo hizo estragos, ya que el ÚNICO Centro que tenía Arecibo, Garet Syler, no podía con la rapidez de Ike Diogu de los Leones y al final los Leones dominaron la Serie 4 a 2 y con esto Arecibo consigue su 3.er Subcampeonato en 7 finales en los últimos 10 años.

### Temporada 2015 y 8.ª Final en 10 años
En la temporada 2015, Los Capitanes contaron otra vez con un Todos Estrellas y tuvieron una de sus mejores temporadas en su historia al siempre haber dominado las Tablas y mantener su consistencia. Terminaron 1.os en la Serie Regular y al entrar a la postemporada y para evitar que pasara lo mismo que en el 2014 contra Ponce, Arecibo se refuerza aún más y trae a dos importados nigerianos Ike Ofoegby y Chinemelu Elonu para fortalecer el área de la pintura y el área de rebotes. Las dos Torres Gemelas de Arecibo se unieron al MVP del 2015 Renaldo Balkman, al MVP del 2014 Walter Hodge y a jugadores estelares como David Huertas, Guillermo Díaz, David Cortés, Denis Clemente, Alvin Cruz, Joel Jones Camacho, Ángel Álamo y Leandro García y con esto los Capitanes tuvieron un desempeño fenomenal en la postemporada al eliminar a los Brujos de Guayama e imponerse ante los Vaqueros de Bayamón al doblegarlos a ambos 4 a 1. En las finales cayeron ante los Leones de Ponce logrando así su cuarto subcampeonato en 8 series finales en 10 años.

### Regreso a la Cima 2016 y sexto Campeonato
Los Capitanes de Arecibo firman a quien fue uno de sus mejores Armadores, el "Capitán de Capitanes" Rafael "Pachi" Cruz, quien se abre paso como Dirigente del Equipo. Bajo la tutela de "Pachy", Arecibo comienza sólido en la temporada, logrando apoderarse del Tope de la Tabla de posiciones por varias semanas. Al final de la temporada y debido a que varios equipos se reforzaron a mitad del camino, la liga se pone más competitiva y Arecibo no se veía tan dominante como al principio. Aun así logró terminar tercero en la Tabla Global y cierran la Serie Regular con 5 victorias en 6 juegos, dejando el panorama listo para otro encontronazo ante sus verdugos Leones de Ponce en los cuartos de finales. Ambos equipos logran reforzarse en preparación a la postemporada. Arecibo se refuerza con Coty Clarke y con Cady Lalanne.
En la postemporada, barren en 4 juegos a los Campeones defensores Leones de Ponce y en las semifinales despachan a los Cangrejeros de Santurce en 5 juegos, dando paso así para medirse a los Vaqueros de Bayamón por 3.ª vez en unas Finales desde el 2005. Con esta aparición en las Finales del 2016, los Capitanes de Arecibo demuestran ser el equipo más consistentes de la Liga, al hacer 9 apariciones en las últimas 12 temporadas.
En la Gran Final Chrysler 2016, derrotaron a unos aguerridos Vaqueros en 6 juegos, volviendo a la Cima del BSN y capturando su quinto Cetro en 9 Finales.

### Año 2017 y su décima Final en 13 Temporadas
En la temporada de 2017, Arecibo llegaa la Serie Final después de despachar a Ponce 4 a 2 en cuartos de Finales y a los Santeros de Aguada que fueron el mejor equipo de la temporada regular, derrotándolos en 7 juegos y ganando el séptimo juego como visitante. Con esto llegan a su cuarta final consecutiva y se enfrentaron a sus archirrivales Piratas de Quebradillas. Quebradillas logra vencer a los Capitanes en 7 juegos y Arecibo coloca su marca de 5 Campeonatos y 5 Subcampeonatos en sus últimas 10 finales.

### Reconquista de 2018 y séptimo Campeonato
En la temporada BSN 2018, Arecibo culmina segundo en la Tabla de Posiciones a solo 1.5 juegos de Bayamón y se convierte en el segundo equipo en Clasificar al Round Robin. En los Playoffs, se jugó un RR con reglas especiales y los Capitanes y lograron su pase a la semifinal. En las semifinales se enfrentaron nuevamente a los Leones de Ponce ganando Arecibo en 7 juegos. Con esto, los Capitanes de Arecibo se convierten en los verdugos de los Leones de Ponce al eliminarlos por 3.ª vez consecutiva en unos Playoffs. Arecibo logra entrar a su quinta Final consecutiva y su Gran Final número 11 en las últimas 14 Temporadas y se enfrentaron a los Vaqueros de Bayamón, quienes lideraron toda la Serie Regular. La Serie Final fue una donde los Capitanes demostraron dominio casi completo en todos los juegos, perdiendo como visitantes por 2 o 3 puntos mientras que ganaban en su casa por ventajas amplias y lograron "robarse" un juego en Bayamón para asegurar la Serie a su favor y ganando la misma en 6 juegos. Con este Campeonato, Arecibo logra su sexto título en 11 Finales en las últimas 15 temporadas, estableciendo una completa y total dinastía en el BSN.

### Nuevas caras en la gerencia
Tras varias campañas bajo la administración del empresario Luis Monrozeau, el 11 de junio de 2021, el BSN anunció que Emmanuel Gazmey Santiago, conocido artísticamente como Anuel AA y su manejador Frabian Eli serían los nuevos apoderados de la franquicia para la temporada 2021. Estos se unirían a la nueva cepa de apoderados en la liga, pues el también rapero Bad Bunny y Noah Assad trajeron de vuelta a los Cangrejeros de Santurce (baloncesto) como franquicia de expansión.
Mientras daba inicio una nueva temporada después de la burbuja de 2020, el 12 de julio de 2021, Santurce y Arecibo se enfrentaron ante miles de espectadores y celebridades en el Coliseo de Puerto Rico José Miguel Agrelot también conocido como 'El Choli'. Entre los fanáticos que se dieron cita al partido se encontraba Kany García, quien cantó el himno nacional de Puerto Rico previo al encuentro; los exponentes urbanos, Myke Towers y Sech; y Luis Vigoreaux Lorenzana, Jorge Pabón 'El Molusco' y Chente Ydrach. Arecibo consiguió la victoria 93-89. Jezreel De Jesús lució en grande con 37 puntos.
Tiempo después, aunque los Capitanes lideraban la sección A de la tabla de posiciones con 17 victorias y seis derrotas, el 19 de septiembre de 2021, la franquicia reportó la firma del veterano jugador mexicano Gustavo Ayón, quien los reforzó para ganar su octavo campeonato en la historia.

## Palmarés

### Nacional
- Baloncesto Superior Nacional:
  - Campeón (8): 1959, 2005, 2008, 2010, 2011, 2016, 2018, 2021
  - Subcampeón (11): 1932, 1946, 1948, 1961, 1966, 1992, 2007, 2012, 2014, 2015, 2017.

- Copa Supermercados Hatillo Kash & Karry:
  - Campeón (6): 2009, 2010, 2011, 2012, 2014, 2015.

- Copa Iván ‘Cano’ Jirau:
  - Campeón (1): 2018

2015 Récord de victorias en una temporada para la franquicia (30)

### Internacional
- Liga de las Américas:
  - Subcampeón (1): 2010-11.
  - Final Four (2): 2012, 2013.

## Jugadores notables
- Fufi Santori
- Ángel Figueroa (N.º 7)
- Marcus Fizer (N.º 23)
- David Cortés (baloncelista) (N.º 18)
- Tony Massenburg
- Bonzi Wells
- Rafael 'Pachy' Cruz
- Elías Ayuso
- Walter Hodge
- David Huertas
- Gustavo Ayón
- Chinemelu Elonu

## Entrenadores notables
- Lou Rossini
- Carlos Mario Rivera
- David Rosario
- Rafael 'Pachy' Cruz